# Godesberger Allee
Die Godesberger Allee ist eine bedeutende Innerortsstraße im Bonner Stadtbezirk Bad Godesberg und Teilstück der Bundesstraße 9. Sie führt durch die Randlagen der Ortsteile Friesdorf, Hochkreuz und Plittersdorf und erschließt dabei auch den südlichen Bereich des Bundesviertels.

## Verlauf

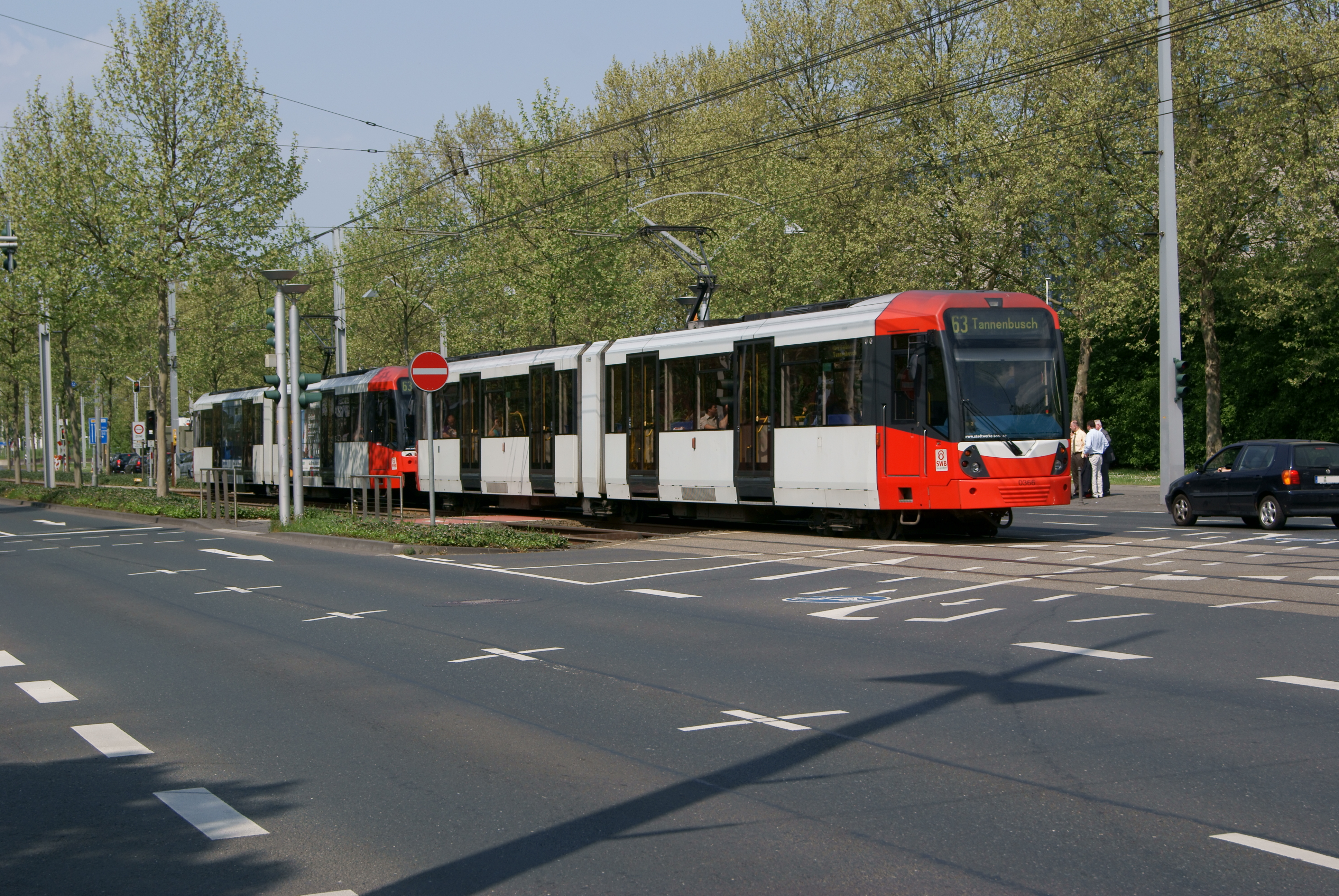
Stadtbahn auf der Godesberger Allee

Die Godesberger Allee liegt im Norden des Stadtbezirks Bad Godesberg und führt über die Gemarkungen Friesdorf und Godesberg bei einer Länge von etwa 1,9 km von der Kreuzung der Bundesautobahn 562 mit der Bundesstraße 9 – der Grenze zum Stadtbezirk Bonn – im Nordwesten bis zur Wurzerstraße im Südosten, wo die B 9 Richtung Koblenz in den Bad Godesberger Tunnel abtaucht. Zwischen ihrem nordwestlichen Ende an der A 562 und der Kreuzung mit Kennedyallee und Hochkreuzallee – dieser Abschnitt der Godesberger Allee lässt sich dem Bundesviertel zurechnen – verläuft in der Mitte der Straße die Grenze zwischen den Ortsteilen Friesdorf im Westen und Hochkreuz im Osten, während der südöstliche Abschnitt bis zur Wurzerstraße gänzlich zum Ortsteil Plittersdorf gehört.
In der Mitte der Straße verläuft auf ganzer Länge die Stadtbahnstrecke Bonn–Bad Godesberg mit den Haltestellen Max-Löbner-Straße/Friesdorf und Hochkreuz/Deutsches Museum Bonn.

## Geschichte
Die Godesberger Allee ist ein Teilstück der ehemaligen Cöln-Mainzer Landstraße, späteren Provinzialstraße und Reichsstraße 9 zwischen Köln und Koblenz, das am 28. Februar 1878 auf Beschluss des Gemeinderats von Godesberg in Bonner Straße benannt wurde. Nach der Eingemeindung von Friesdorf (1904) markierte ihr nordwestliches Ende die Grenze zwischen der Stadt Bonn und der Gemeinde (ab 1926 „Bad“, ab 1935 „Stadt“) Godesberg. Auf Beschluss des Stadtrats von Bad Godesberg vom 29. Juli 1930 mit Wirkung zum 1. Oktober 1930 erfolgte eine Umbenennung in Kölner Straße. Ihren derzeitigen Namen erhielt die Straße auf Beschluss des Stadtrats von Bonn vom 24. März 1977 mit Wirkung zum 1. Januar 1978.
1892 wurde entlang der Straße die auf eigenem Gleiskörper entlang des ehemaligen Kanalbetts des Godesberger Bachs neu errichtete, von „Dampfstraßenbahnen“ befahrene Eisenbahnstrecke von Godesberg nach Bonn in Betrieb genommen, die 1911 in eine elektrische Straßenbahnstrecke umgewandelt wurde. 1956 erhielt sie aufgrund des zunehmenden Individualverkehrs einen separaten Gleiskörper in der Mitte der Straße. 1975 wurde die Bahnstrecke auf Stadtbahnbetrieb umgestellt.
Die beidseitige Bebauung der Straße, die bis dahin den Charakter einer Ausfallstraße hatte, erfolgte ab den 1960er-Jahren im Zuge des durch Bonns Funktion als Regierungssitz der Bundesrepublik Deutschland stark angewachsenen Bedarfs an Büroräumen und Gewerbeflächen. Sie fand dabei zunächst nicht auf Grundlage eines städtebaulichen Konzepts statt, sondern wurde weitgehend planlos als Spekulationsobjekte von privaten Bauträgern insbesondere für eine Vermietung an Interessenvertretungen oder sonstige Folgeeinrichtungen des Bundes errichtet; auch einige Botschaften ließen sich an der Straße nieder, die – wie ein Großteil der Bundesstraße 9 in Bonn – den Beinamen „Diplomatenallee“ erhielt. Die Bürogebäude waren dabei durchsetzt von Tankstellen und Gewerbebetrieben sowie vereinzelten Wohnhäusern. Die Neubauten sowie der mit dem zunehmenden Verkehr notwendige Straßenausbau gingen dabei einher mit negativen Eingriffen in die Straßenraumgestaltung, die zu einer Beseitigung von Vorgärten und Bäumen führten.

„Zwischen Bonn und dem Villenort Godesberg hat sich entlang der ‚Diplomatenrennbahn‘ eine Art Dschungel von äußerst verschiedenartigen Bauten für Ministerien und Verwaltungen ausgebreitet, und es ist immer wieder ein Schock, wenn man aus der städtebaulich spürbar intakten Stadt Bonn mit ihren sympathischen Straßenräumen plötzlich in diese verwirrende Umwelt kommt.“

„[D]ie Bundesstraße 9, die das Regierungsviertel auf ihrem Weg von Bonn nach Bad Godesberg durchzieht, wurde so wild wie der Strip einer zu provinzieller Protzlust aufgelegten Goldgräberstadt ramponiert.“

Anfang der 1970er-Jahre nahm die Stadt Bonn Planungen auf, die Bundesstraße 9 im Bereich des neu entstandenen – sich nun auf das Gebiet der 1969 eingemeindeten Stadt Bad Godesberg ausweitenden – Parlaments- und Regierungsviertels und somit auch die Godesberger Allee zu einer repräsentativen Regierungsallee auszubauen. Diese Planungen wurden im Rahmen einer städtebaulichen Entwicklungsmaßnahme umgesetzt; sie sahen neben der Reduzierung der Heterogenität der Bebauung eine beidseitige Alleebepflanzung, breite Fuß- und Radwege sowie Platzanlagen an den wichtigen Kreuzungen vor. 1975 wurde ein großer Kfz-Betrieb am ehemaligen Stadtrand von Bad Godesberg aufgekauft und verlagert.:81 Zu den ersten verkehrsplanerischen Maßnahmen gehörte 1985 der Ausbau der Kreuzung Godesberger Allee/Kennedyallee zu einer Platzanlage.:75 Bis 1994 wurde die Stadtbahnstrecke am südlichen Ende der Straße in einen neugebauten Tunnel verlegt, zugleich auch die oberirdische Haltestelle Hochkreuz neugebaut und der Straßenabschnitt südlich des Hochkreuzes alleeartig umgestaltet. 2006 wurde eine neue Kreuzung von Heinemannstraße und Winkelsweg (seit 2011 Marie-Schlei-Allee) mit der Godesberger Allee geschaffen, um die Kreuzung mit der Annaberger Straße und Max-Löbner-Straße zurückbauen und den Abbiegeverkehrs auf diese Weise nach Norden verlagern zu können. Daran schloss sich 2008/09 die Verlegung der Haltestelle Max-Löbner-Straße/Friesdorf sowie der Strecke nach Westen an, die den weiteren Ausbau der Ostseite der Straße ermöglichte.

## Gebäude und Sehenswürdigkeiten

### Rechte Straßenseite
- Ehemalige Ständige Vertretung der DDR, Godesberger Allee 18

Erbaut 1973 von einer lokalen Wohnungsbaugesellschaft und bereits kurz nach Fertigstellung im Mai 1974 von der neu eröffneten Ständigen Vertretung der DDR in der Bundesrepublik Deutschland übernommen. Nach der Wiedervereinigung 1990 waren in dem Gebäude bis zur Verlegung des Parlaments- und Regierungssitzes nach Berlin 1999 die Landesvertretungen von Sachsen und Mecklenburg-Vorpommern beheimatet. Anschließend war es von 2001 bis 2021 Sitz der Deutschen Gesellschaft für Ernährung.
- Ehemalige Botschaft des Königreichs Saudi-Arabien, Godesberger Allee 40–42

Erbaut Mitte der 1970er-Jahre als Kanzleigebäude der saudi-arabischen Botschaft. Seit dem Umzug der Botschaft nach Berlin 1999 steht das Gebäude leer. 2008 konnte es von Saudi-Arabien in Privatbesitz verkauft werden; die Pläne des neuen Eigentümers für eine Umnutzung des Gebäudes als Hotel wurden jedoch von der Stadt nicht genehmigt. 2017 wurde es abgebrochen.
- Bürogebäude, Godesberger Allee 90/Kennedyallee

- Kennedy-Statue, Ecke Godesberger Allee/Kennedyallee

- Ehemalige Botschaft von Japan, Godesberger Allee 102–104

Erbaut 1989–90 als Kanzleigebäude der japanischen Botschaft und letzter Botschaftsneubau in Bonn. Nach dem Umzug der Botschaft nach Berlin 1999 wurde dort noch bis 2002 eine Außenstelle belassen. Nach dem 2006 erfolgten Verkauf des Gebäudes in Privatbesitz ist es heute Standort eines Tochterunternehmens der Deutsche Post DHL.
- IUCN Environmental Law Centre, Godesberger Allee 108–112

Die bundeseigene Liegenschaft, erbaut Mitte der 1960er-Jahre, beheimatete bis 1997 eine Außenstelle des Bundesrechnungshofs und ist seit Februar 1999 Sitz des Umweltrechtzentrums (Environmental Law Centre; ELC) der International Union for Conservation of Nature and Natural Resources (IUCN).
- Betriebshof der Stadtwerke Bonn, Godesberger Allee 120

Dort waren vor der Eröffnung des Betriebshofs in Dransdorf Mitte der 1980er-Jahre die Stadtbahnwagen der Bonner Stadtbahn stationiert, heute die gesamte Busflotte der SWB Bus und Bahn.
- DLR Projektträger, Godesberger Allee 138

Seit 2020 arbeiten in dem von den Architekten Chapman Taylor aus Düsseldorf geplanten, neu errichteten Bürogebäude mit 11.000 Quadratmetern rund 400 Mitarbeiter des Projektträgers des Deutschen Zentrums für Luft- und Raumfahrt.
- Ehemaliges Bundesministerium für innerdeutsche Beziehungen, Godesberger Allee 140

Ab 1973 bezog das Ministerium – unweit der in der Godesberger Allee 18 residierenden Ständigen Vertretung der DDR – ein terrassenförmig errichtetes Gebäude in der Godesberger Allee 140, wo es bis zu seiner Auflösung 1991 seinen dritten und letzten Dienstsitz in Bonn hatte. Später nahm dort die OCCAR (Organisation Conjointe de Coopération en Matière d’Armement, Gemeinsame Organisation für Rüstungskooperation) ihren Sitz. Das Gebäude wurde im Herbst 2020 abgerissen. An dem Standort soll ein von JSWD Architekten geplantes Bürogebäude entstehen.
- Andreas-Hermes-Haus, Godesberger Allee 142–148,

1963 als Sitz des Deutschen Bauernverbandes (DBV) und weiterer land- und forstwirtschaftlicher Interessenverbände fertiggestellt, benannt nach dem ersten BGV-Präsidenten Andreas Hermes. Heute beheimatet das Bürogebäude unter anderem den Zentralverband Gartenbau und seit 2014 die Außenstelle Bonn der Botschaft der Republik Korea (Südkorea).
- Drei Bürogebäude, Godesberger Allee 150–154

Erbaut in zwei Bauabschnitten 1995–96 (L-förmiges Gebäude) und 2000 (quadratische Gebäude) nach Plänen des Kölner Architekten Thomas van den Valentyn. Es handelt sich um drei ungleich große Baukörper mit Fassaden aus Jurakalkstein, die sich um einen von einer Freitreppe mit eingeschnittener Rampe umrahmten Vorplatz mit italienischem Granit gruppieren. Seit August 2018 hat dort die OCCAR (Organisation Conjointe de Coopération en Matière d’Armement, Gemeinsame Organisation für Rüstungskooperation) ihren Sitz.
- Kreuzbauten, Heinemannstraße 2–20

Erbaut 1969–75 für das Bundesministerium für Bildung und Forschung und das Bundesministerium der Justiz nach einem Entwurf der Planungsgruppe Stieldorf. Das Gebäudeensemble mit zwei kreuzförmigen Hochhäusern erstreckt sich zwischen Godesberger Allee, Heinemannstraße, Langer Grabenweg und Max-Löbner-Straße. Das zur Godesberger Allee gelegene Basisgebäude (Heinemannstraße 12–14) ist heute Sitz des Deutschen Instituts für Erwachsenenbildung.

- Maritim-Hotel mit Konferenzzentrum, Ecke Godesberger Allee/Heinemannstraße

Erbaut 1989 als zweitgrößtes Hotel in Nordrhein-Westfalen und erste Einrichtung im damaligen Parlaments- und Regierungsviertel, die sich für die Ausrichtung großer internationaler Konferenzen eignete und daher von der Stadt Bonn und dem Bund mit einem Investitionszuschuss gefördert wurde.:144 f. Der Hoteltrakt wird von einer Rampe der Stadtbahnstrecke über die Südbrücke in einer zur unterirdisch gelegenen Haltestelle Robert-Schuman-Platz führenden Kurve unterquert.

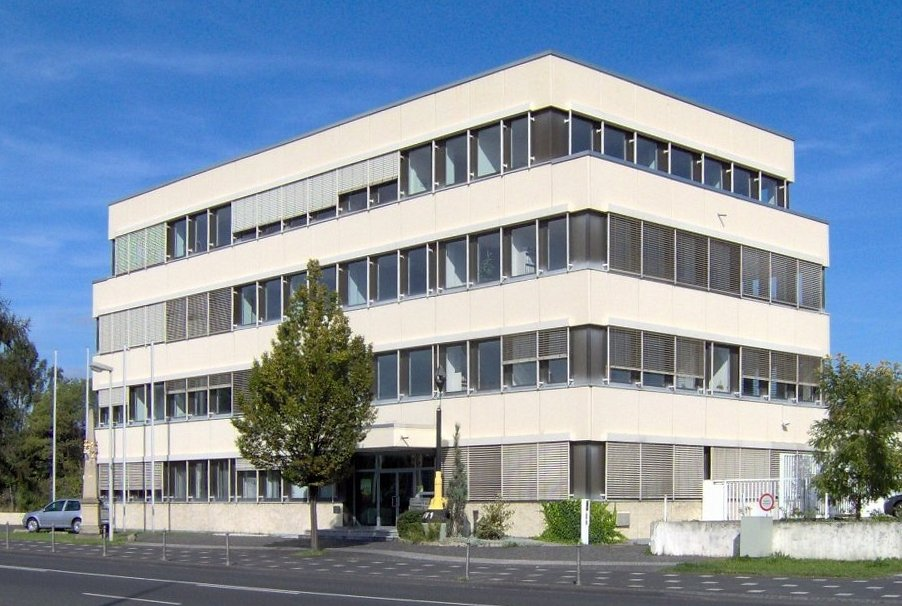
Ehemalige Ständige Vertretung der DDR, Godesberger Allee 18
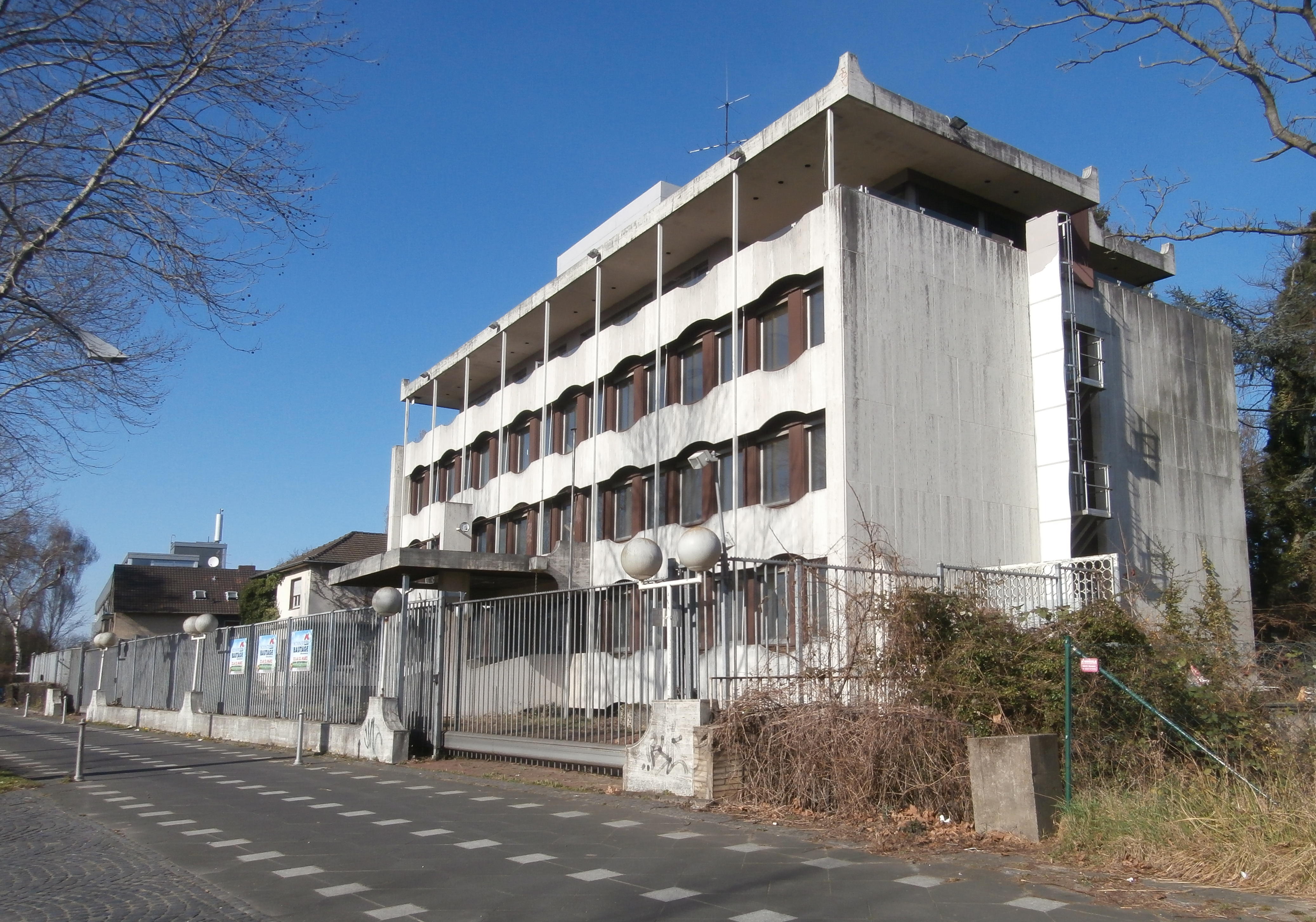
Ehemaliges Kanzleigebäude der saudi-arabischen Botschaft, Godesberger Allee 40–42
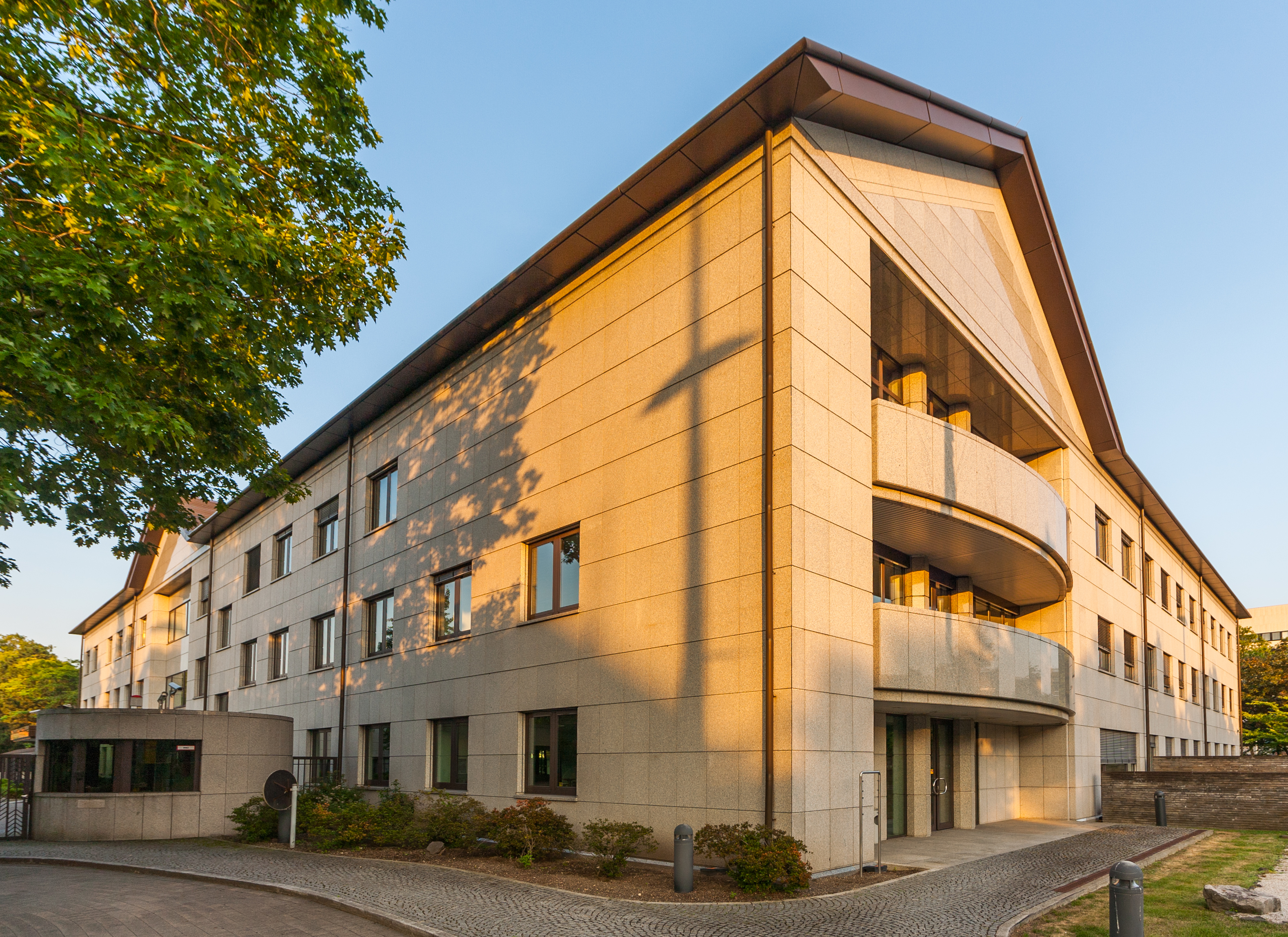
Ehemaliges Kanzleigebäude der japanischen Botschaft, Godesberger Allee 102–104
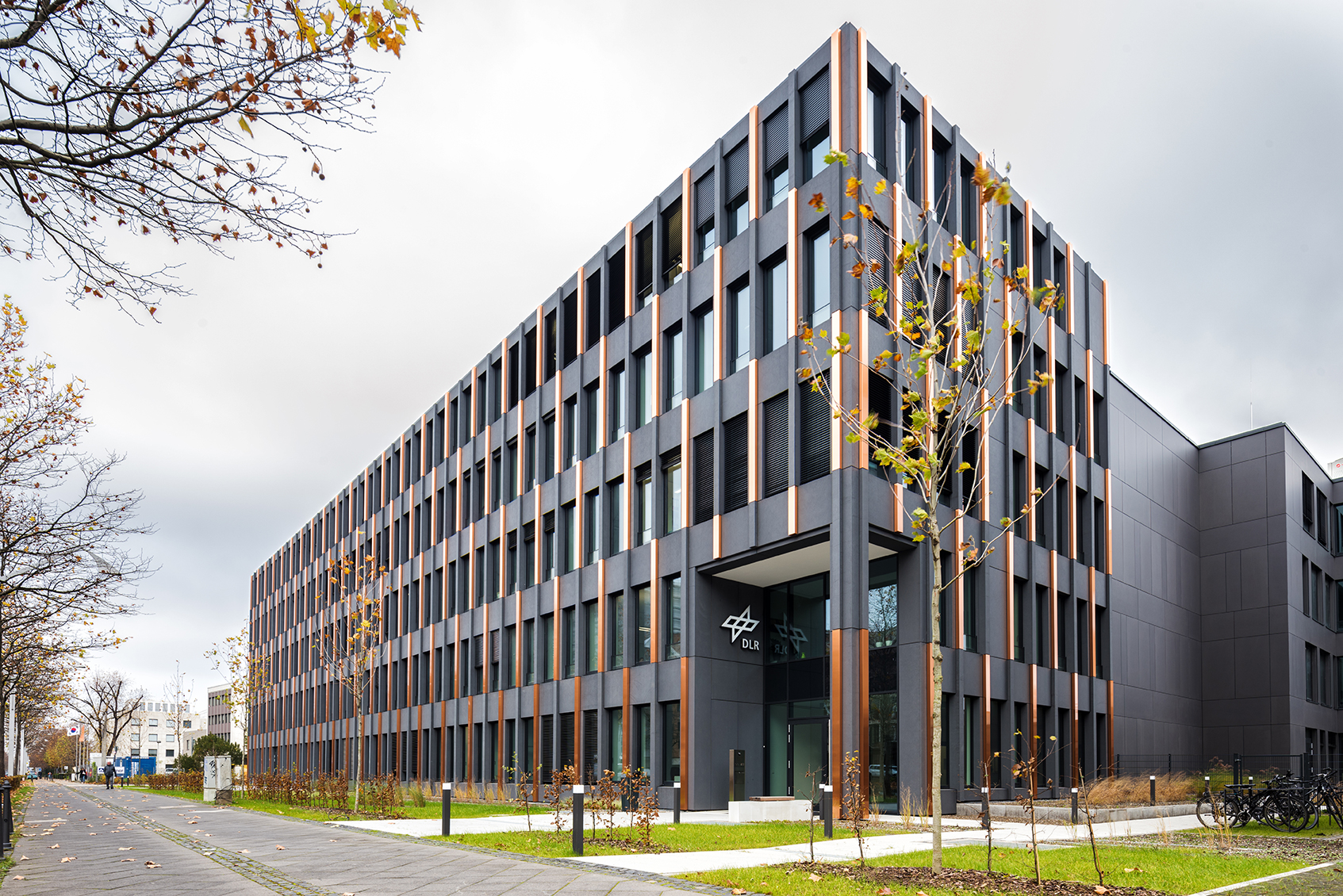
DLR Projektträger, Godesberger Allee 138
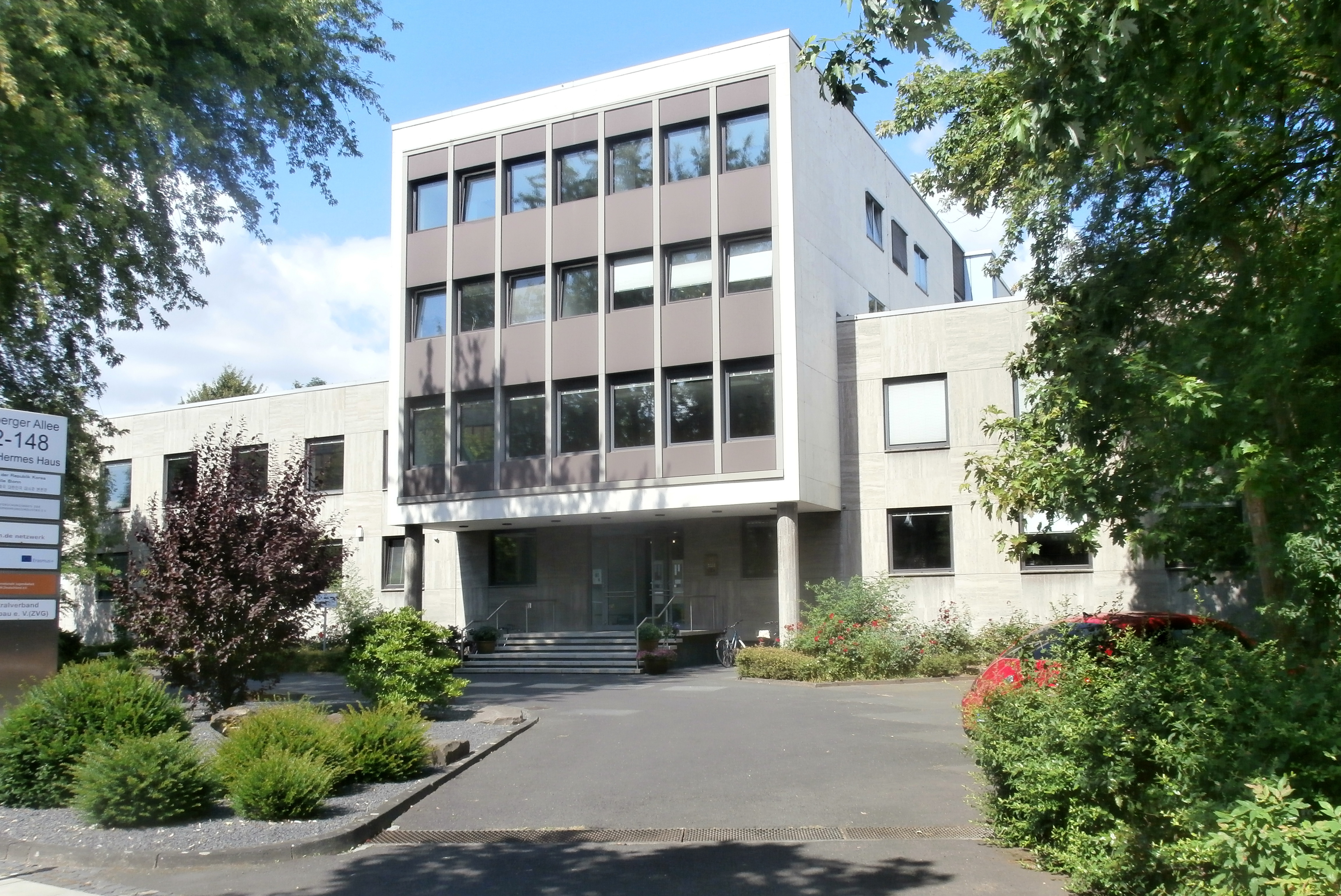
Andreas-Hermes-Haus, Godesberger Allee 142–148
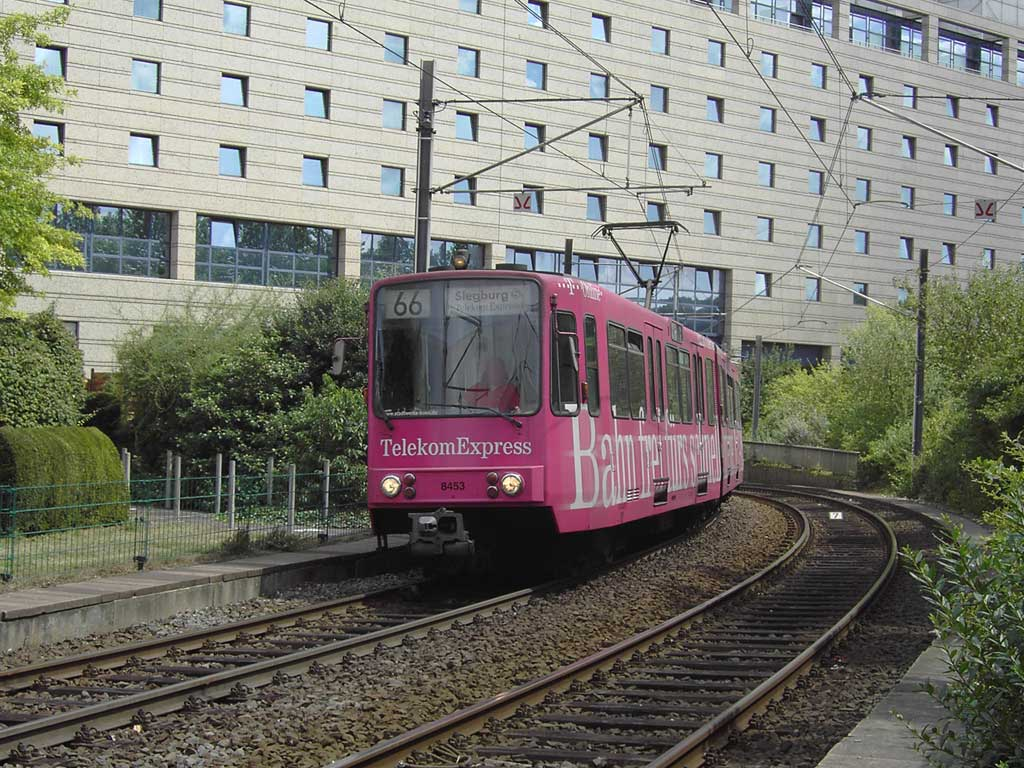
Unterquerung des Maritim-Hotels durch die Stadtbahn

### Linke Straßenseite
- Ehemalige Botschaft von Kuwait, Godesberger Allee 77–79

Erbaut um 1985 als Kanzleigebäude der kuwaitischen Botschaft nach Plänen des Architekten Dirk Denninger. Nach der Verlegung der Botschaftskanzlei nach Berlin 1999 wurde dort zunächst eine Außenstelle der Botschaft mit der Gesundheits- und Kulturabteilung belassen. Nach 2005 übernahm der Staat Katar das Gebäude und richtete dort eine Außenstelle seiner Botschaft ein, die derzeit aus einem Gesundheitsbüro (Medical Office) besteht.
- Villa, Godesberger Allee 93

Erbaut 1910/11 als repräsentative Villa  mit einer Stuck-Putzfassade, 1914 folgte die Errichtung einer Sockelmauer mit Gitter als Einfriedung. Das Haus steht als einziges Gebäude an der Godesberger Allee (mit Ausnahme der Kreuzbauten) einschließlich der Einfriedung als Baudenkmal unter Denkmalschutz.
- Generalkonsulat von Tunesien, Godesberger Allee 101–103

Im November 1957 wurde das Gebäude Sitz der neu eröffneten tunesischen Botschaft in der Bundesrepublik Deutschland. Nachdem diese 1999 nach Berlin umgezogen war, wurde dort 2005 ein tunesisches Konsulat (ab 2006 Generalkonsulat) eröffnet, das für die Länder Nordrhein-Westfalen, Rheinland-Pfalz, Hessen und Schleswig-Holstein zuständig ist.
- Bürogebäude, Hochkreuzallee 1/Godesberger Allee

Erbaut 1969 nach Plänen der Architekten Wilhelm und Dirk Denninger für die Deutsche Beamten-Versicherung im Auftrag eines Unternehmers aus Bad Godesberg. In den 1990er-Jahren war in dem Gebäude unter anderem die Presse- und Kulturabteilung der Botschaft der Republik Korea beheimatet. Zurzeit (Stand: 2014) wird es zu einem Ärztehaus umgebaut.
- Hochkreuz, Kreuzung Kennedyallee/Hochkreuzallee

Maßstabsgetreue Nachbildung eines vermutlich Mitte des 14. Jahrhunderts erbauten Wegekreuzes im gotischen Stil, das 1859 vollständig erneuert wurde, 1957 um 50 m an den heutigen Standort versetzt sowie 1979/81 abgebaut, im Rheinischen Landesmuseum wiederaufgebaut und am vormaligen Standort durch die Nachbildung ersetzt wurde.
- Ehemalige Botschaft von Australien, Godesberger Allee 105–107

Erbaut 1988–89 nach Plänen des Architekten Dirk Denninger von einer Versicherungsgesellschaft als Kanzleigebäude für die australische Botschaft anstelle ihres abgebrochenen Vorgängerbaus. Seit deren Umzug nach Berlin 1999 wird das Gebäude an verschiedene Unternehmen und Einrichtungen vermietet, seit 2011 ist hier die Geschäftsstelle Bonn der Handwerkskammer zu Köln ansässig.
- Bürogebäude, Godesberger Allee 121–127

Rückwärtig bis zur Martin-Luther-Allee reichender Gebäudekomplex, der 1973/75 als damals größtes privates Bürogebäude in Bonn vom holländischen Bauträger Bredero erbaut wurde, der es überwiegend an Verbände vermietete.:23:34 Vor der Verlegung des Regierungssitzes nach Berlin 1999 beherbergte das Gebäude unter anderem die Kanzlei der Botschaft von Peru.
- Ehemalige Botschaft des Iran, Godesberger Allee 133–137

Erbaut 1975 nach Plänen des Architekten Dirk Denninger und im selben Jahr vom Iran erworben und zum Kanzleigebäude der Botschaft umgebaut. Nach dem Umzug der Botschaft nach Berlin 2000 steht das Gebäude leer, befindet sich aber weiterhin im Eigentum Irans.

- Friedrich-Ebert-Stiftung, Godesberger Allee 149

Erbaut 1968–69 für die Friedrich-Ebert-Stiftung und das ihr angeschlossene Archiv der sozialen Demokratie in Form eines dreigeschossigen Bürogebäudes mit Sitzungssaal und Bibliothek nach Plänen des Kölner Architekten Joachim Steinecke, als Gartenarchitekt wirkte Heinrich Raderschall. 1981 fand ein beschränkter Architektenwettbewerb unter drei Teilnehmern für einen Erweiterungsbau statt, aus dem der Entwurf von Novotny Mähner Assoziierte als 1. Preisträger siegreich hervorging:45 und 1984/85 im ersten sowie Anfang der 1990er-Jahre im zweiten Bauabschnitt:61 ausgeführt wurde.:96
- Politischer Club der Friedrich-Ebert-Stiftung, Godesberger Allee 155

Erbaut 1922 als Landhaus in neobarocken Formen für einen vermutlich jüdischen Unternehmer in Bonn von einem ortsansässigen Architekten. Von September 1926 bis Herbst 1928 bewohnte der in Bonn lehrende bekannte Staatsrechtler Carl Schmitt das Haus, 1934 ging es in den Besitz des Unternehmers Hans Riegel über.
- Bundesamt für Sicherheit in der Informationstechnik (BSI), Godesberger Allee 183/185–189

Errichtet in den 1970er-Jahren, eines von drei Dienstgebäuden des BSI in Bonn neben dem zum selben Standort gehörenden rückwärtig gelegenen Gebäude Dreizehnmorgenweg 40–42 und dem Standort Mehlem (Am Nippenkreuz 19). Im Gebäude Godesberger Allee 183 ist auch das dem BSI angegliederte Computer Emergency Response Team (CERT BUND) ansässig. Das Gebäude Godesberger Allee 185–189 liegt an der Ecke Dreizehnmorgenweg zur Kreuzung A562/B9 hin.

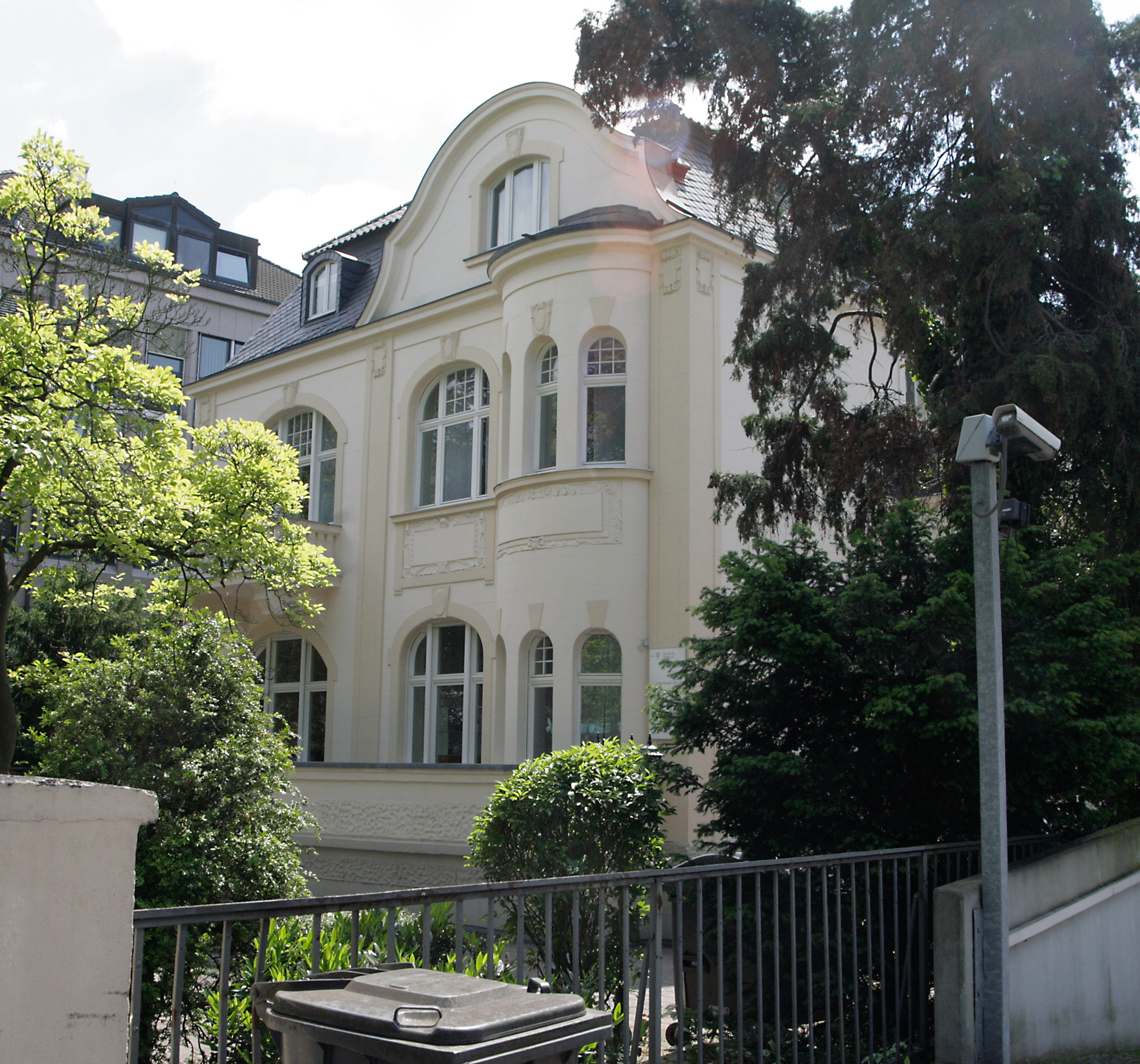
Denkmalgeschützte Villa, Godesberger Allee 93
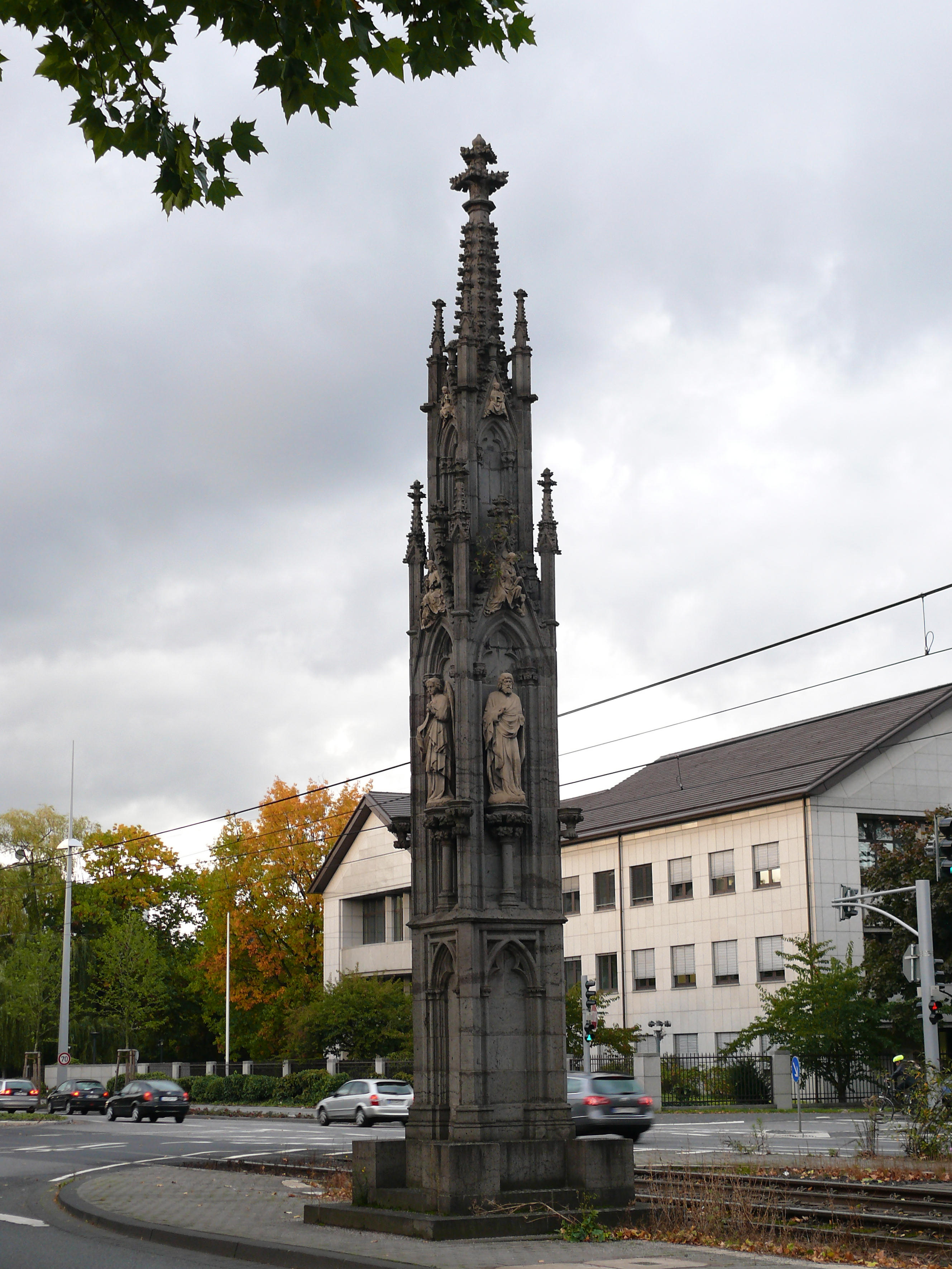
Das Hochkreuz inmitten der Godesberger Allee
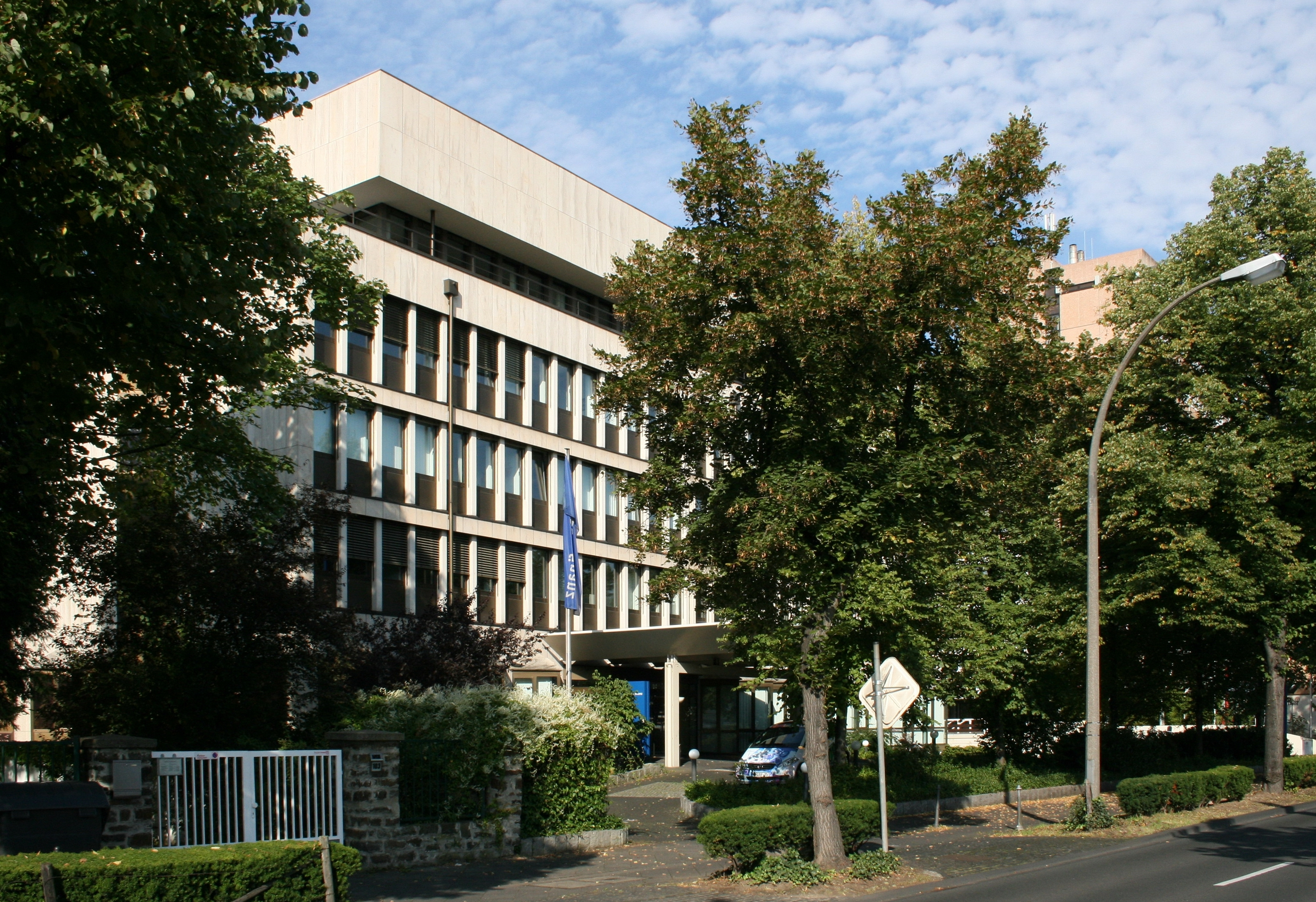
Ehemaliges Kanzleigebäude der australischen Botschaft, Godesberger Allee 105–107
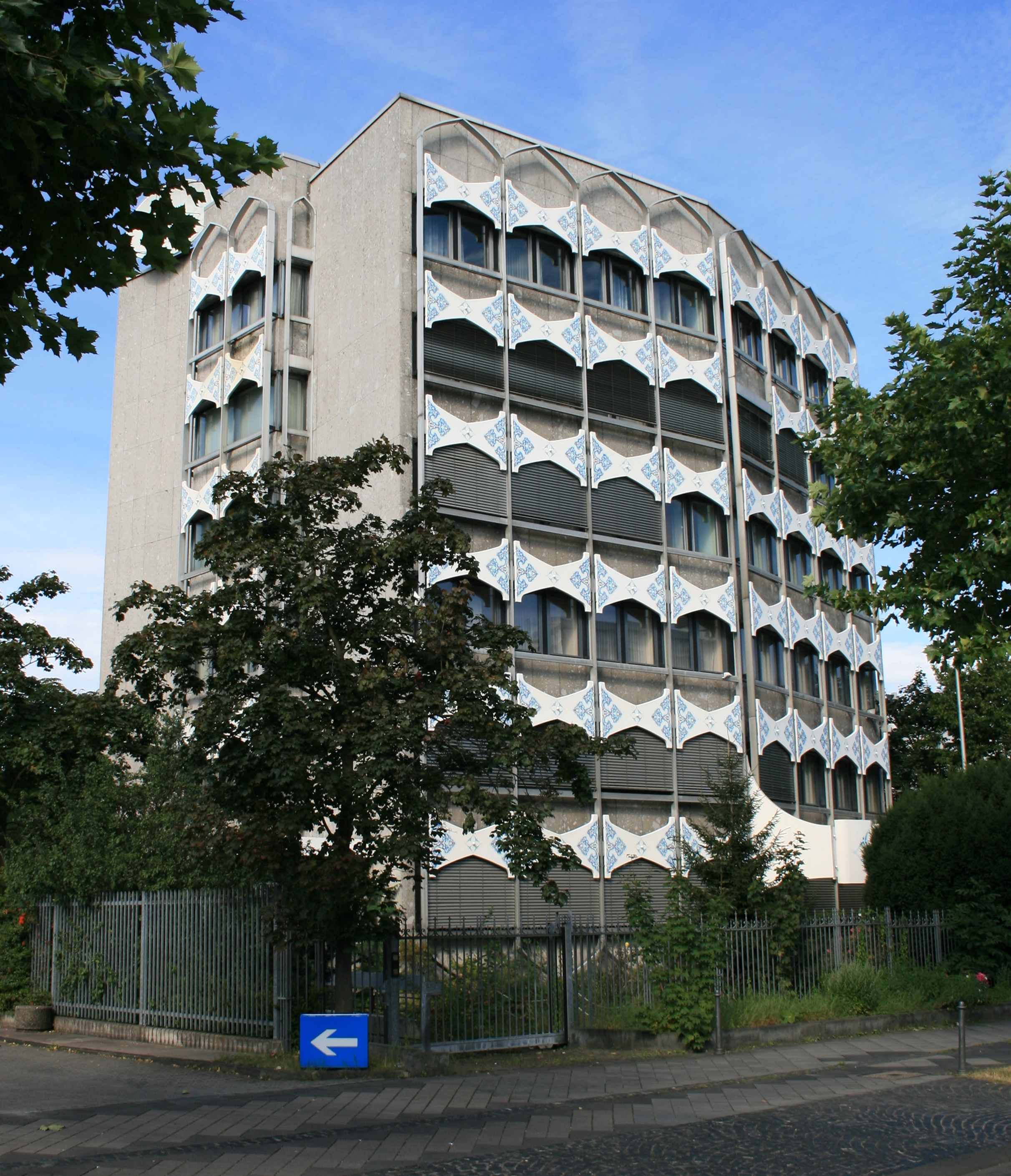
Ehemaliges Kanzleigebäude der iranischen Botschaft, Godesberger Allee 133–137
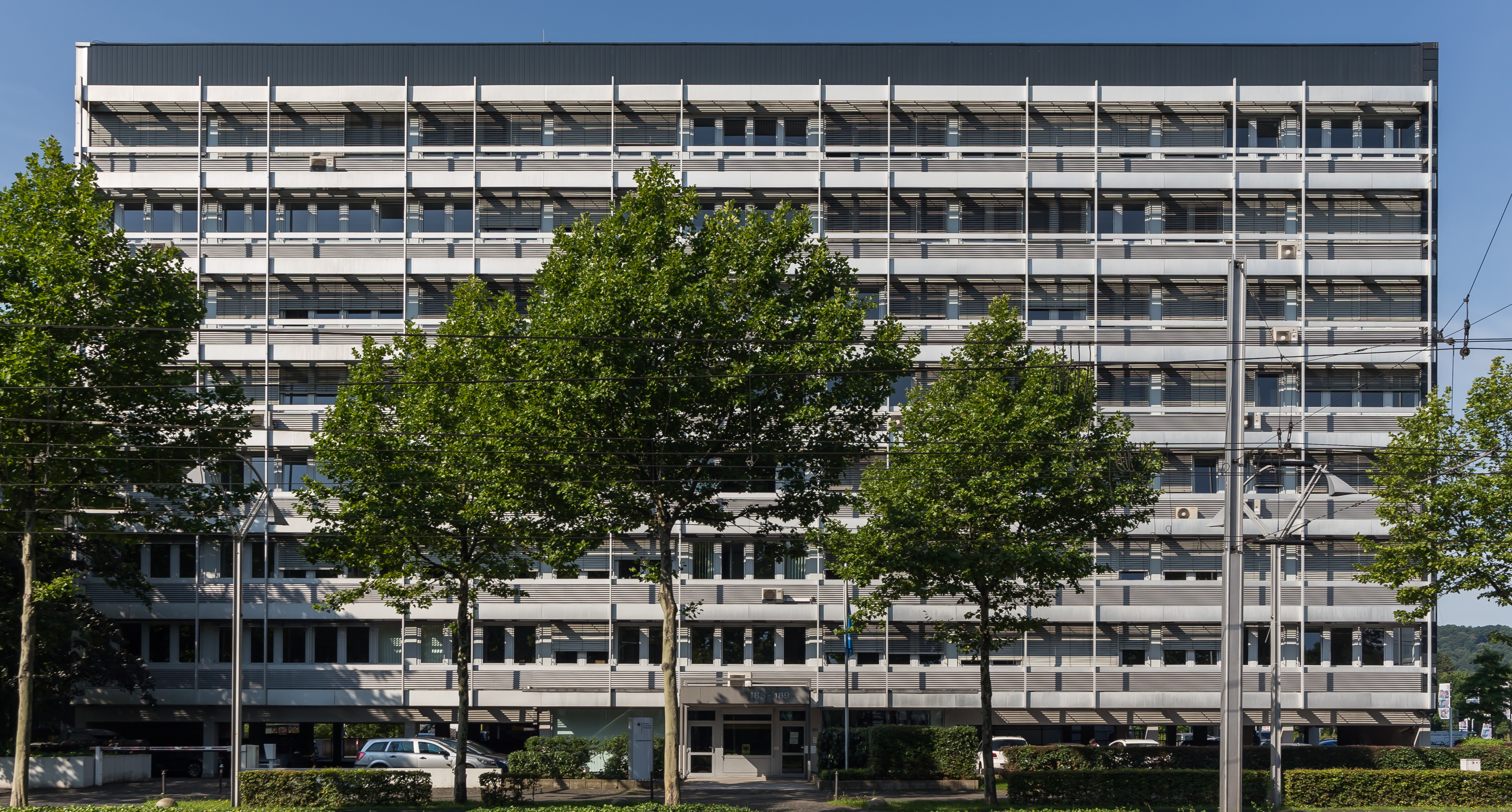
Bundesamt für Sicherheit in der Informationstechnik, Godesberger Allee 185–189